# Seznam poštovních známek České republiky 2017
Seznam českých poštovních známek vydaných v roce 2017
| číslo | datum             | nominální hodnota | rozměr     | grafika                         | rytí            | název                                                                |
| ----- | ----------------- | ----------------- | ---------- | ------------------------------- | --------------- | -------------------------------------------------------------------- |
| 913   | 20. ledna 2017    | 16 Kč             | 23 × 40 mm | Zdeněk Netopil                  | Jaroslav Tvrdoň | Tradice české známkové tvorby: Oldřich Pošmurný                      |
| 914   | 20. ledna 2017    | 32 Kč             | 40 × 23 mm | Petr Ptáček                     |                 | Historické dopravní prostředky: Letadlo AERO A-14 ČSA                |
| 915   | 20. ledna 2017    | E                 | 50 × 29 mm | Jaromír Knotek, Libuše Knotková |                 | VZS: Korunovační klenoty                                             |
| 916   | 15. února 2017    | 16 Kč             | 40 × 23 mm | Petr Ptáček                     |                 | Historické dopravní prostředky: Poštovní autobus                     |
| 917   | 15. února 2017    | 16 Kč             | 40 × 23 mm | Pavel Sivko                     |                 | Historické dopravní prostředky: Vagón poštovní ambulance             |
| 918   | 8. března 2017    | 24 Kč             | 40 × 23 mm | Marina Richterová               |                 | 120. výročí otevření Strakovy akademie                               |
| 919   | 8. března 2017    | 16 Kč             | 40 × 23 mm | Pavel Sivko                     |                 | Historické dopravní prostředky: Kolesový parník Praha                |
| 920   | 5. dubna 2017     | 20 Kč             | 40 × 26 mm | Adolf Absolon                   | Miloš Ondráček  | Krásy naší vlasti: Porta Bohemica                                    |
| 921   | 5. dubna 2017     | 32 Kč             | 40 × 23 mm | Michal Brix                     | Jaroslav Tvrdoň | 80. výročí Letiště Praha                                             |
| 922   | 3. května 2017    | 32 Kč             | 33 × 33 mm | Jan Kavan                       | Václav Fajt     | Europa: Hrad a zámek Frýdlant                                        |
| 923   | 3. května 2017    | 32 Kč             | 40 × 50 mm | Jindřich Ulrich                 | Miloš Ondráček  | Osobnosti: Marie Terezie                                             |
| 924   | 3. května 2017    | 16 Kč             | 23 × 40 mm | Zdeněk Netopil                  |                 | Osobnosti: Věra Čáslavská                                            |
| 925   | 17. května 2017   | 46 Kč             | 40 × 50 mm | Karel Zeman                     | Jaroslav Tvrdoň | 75. výročí operace Anthropoid                                        |
| 926   | 17. května 2017   | 32 Kč             | 40 × 50 mm |                                 | Miloš Ondráček  | Pražský hrad: Paolo Veronese – sv. Kateřina s andělem (JEDNOBAREVNÁ) |
| 927   | 17. května 2017   | 32 Kč             | 40 × 50 mm |                                 | Miloš Ondráček  | Pražský hrad: Paolo Veronese – sv. Kateřina s andělem (VÍCEBAREVNÁ)  |
| 928   | 7. června 2017    | 37 Kč             | 23 × 40 mm | Eva Hašková                     | Václav Fajt     | Osobnosti: Heliodor Píka                                             |
| 929   | 7. června 2017    | 16 Kč             | 23 × 40 mm | Pavel Dvorský                   | Jaroslav Tvrdoň | Osobnosti: Josef Kainar                                              |
| 930   | 7. června 2017    | 32 Kč             | 40 × 26 mm | Jan Kavan                       | Miloš Ondráček  | Jože Plečnik                                                         |
| 931   | 7. června 2017    | A                 | 50 × 29 mm | Petr Ptáček                     |                 | Svět na kolejích I: Parní lokomotiva                                 |
| 932   | 7. června 2017    | A                 | 50 × 29 mm | Petr Ptáček                     |                 | Svět na kolejích I: Ozubnicová lokomotiva                            |
| 933   | 21. června 2017   | 20 Kč             | 40 × 23 mm | Antonín Odehnal                 | Jaroslav Tvrdoň | Moravské zemské muzeum v Brně                                        |
| 934   | 21. června 2017   | 16 Kč             | 23 × 40 mm | Jan Kavan                       | Miloš Ondráček  | Kostel Nanebevzetí Panny Marie v Mostě                               |
| 935   | 21. června 2017   | A                 | 33 × 33 mm |                                 |                 | Potrubní pošta                                                       |
| 936   | 6. září 2017      | 16 Kč             | 50 × 40 mm | Libuše Knotková, Jaromír Knotek | Martin Srb      | Ochrana přírody: Zoologické zahrady II. ZOO Chomutov                 |
| 937   | 6. září 2017      | 20 Kč             | 50 × 40 mm | Libuše Knotková, Jaromír Knotek | Martin Srb      | Ochrana přírody: Zoologické zahrady II. ZOO Hodonín                  |
| 938   | 6. září 2017      | 24 Kč             | 50 × 40 mm | Libuše Knotková, Jaromír Knotek | Martin Srb      | Ochrana přírody: Zoologické zahrady II. ZOO Brno                     |
| 939   | 6. září 2017      | 30 Kč             | 50 × 40 mm | Libuše Knotková, Jaromír Knotek | Martin Srb      | Ochrana přírody: Zoologické zahrady II. ZOO Plzeň                    |
| 940   | 6. září 2017      | 16 Kč             | 23 × 40 mm | Pavel Sivko                     | Miloš Ondráček  | Technické památky: Veřejné plynové osvětlení ulic – 170 let          |
| 941   | 6. září 2017      | 16 Kč             | 40 × 23 mm | Karel Zeman                     |                 | Odbojová skupina Tři králové                                         |
| 942   | 6. září 2017      | A                 | 26 × 36 mm | Jaromír Knotek, Kamil Knotek    |                 | Mauritius v Česku                                                    |
| 943   | 6. září 2017      | A                 | 19 × 23 mm | Jan Ungrád                      |                 | Pošta Partner                                                        |
| 944   | 20. září 2017     | 20 Kč             | 23 × 40 mm | Jan Kavan                       | Martin Srb      | Sdružení českých umělců grafiků Hollar – 100 let                     |
| 945   | 4. října 2017     | 16 Kč             | 23 × 40 mm | Pavel Sivko                     | Bohumil Šneider | 200 let poštovní schránky                                            |
| 946   | 4. října 2017     | 16 Kč             | 30 × 23 mm | Kristýna Valtrová               | Bohumil Šneider | Rodina                                                               |
| 947   | 4. října 2017     | 30 Kč             | 40 × 50 mm | Jan Maget                       |                 | Boj o českou státnost 1917                                           |
| 948   | 4. října 2017     | 30 Kč             | 40 × 50 mm | Jan Maget                       |                 | Boj o českou státnost 1917                                           |
| 949   | 4. října 2017     | A                 | 29 × 50 mm | Jaroslav a Michal Weigelovi     |                 | Půlstoletí s Cimrmanem                                               |
| 950   | 18. října 2017    | A                 | 30 × 23 mm | Petr Ptáček                     |                 | Retro doprava                                                        |
| 951   | 8. listopadu 2017 | 16 Kč             | 23 × 40 mm | Vladimír Suchánek               |                 | Česká astronomická společnost – 100 let                              |
| 952   | 8. listopadu 2017 | 38 Kč             | 40 × 50 mm |                                 |                 | Umělecká díla na známkách: Norbert Grund                             |
| 953   | 8. listopadu 2017 | 32 Kč             | 40 × 50 mm |                                 |                 | Umělecká díla na známkách: Taras Kuščynsky                           |
| 954   | 13. prosince 2017 | 30 Kč             | 40 × 50 mm |                                 |                 | Umělecká díla na známkách: Jaroslava Pešicová                        |
| 955   | 13. prosince 2017 | 32 Kč             | 40 × 50 mm | Jan Maget, Eva Hašková          | Václav Fajt     | Historie poštovnictví na našem území: J. Stříbrný                    |
| 956   | 13. prosince 2017 | 37 Kč             | 40 × 50 mm | Jan Maget, Eva Hašková          | Václav Fajt     | Historie poštovnictví na našem území: M. Fatka                       |